# 마프라크주
마프라크주(아랍어: محافظة المفرق)는 요르단 북동부에 위치한 주로, 주도는 마프라크이며 면적은 26,435km2, 인구는 245,665명(2004년 기준)이다. 마안주에 이어 요르단에서 두 번째로 면적이 큰 주이다.
남서쪽으로는 자르카주, 서쪽으로는 제라시주, 이르비드주와 인접해 있으며 동쪽으로는 이라크, 북쪽으로는 시리아, 남쪽으로는 사우디아라비아와 인접해 있다.